# Chemin de Suresnes-à-Bagatelle
Le chemin de Suresnes-à-Bagatelle est une voie située dans le 16e arrondissement de Paris, en France.

## Situation et accès
Elle se trouve dans le bois de Boulogne.

## Origine du nom
La voie est nommée en référence à la commune voisine de Suresnes et au parc de Bagatelle.